# Christoph Weber (Regisseur)

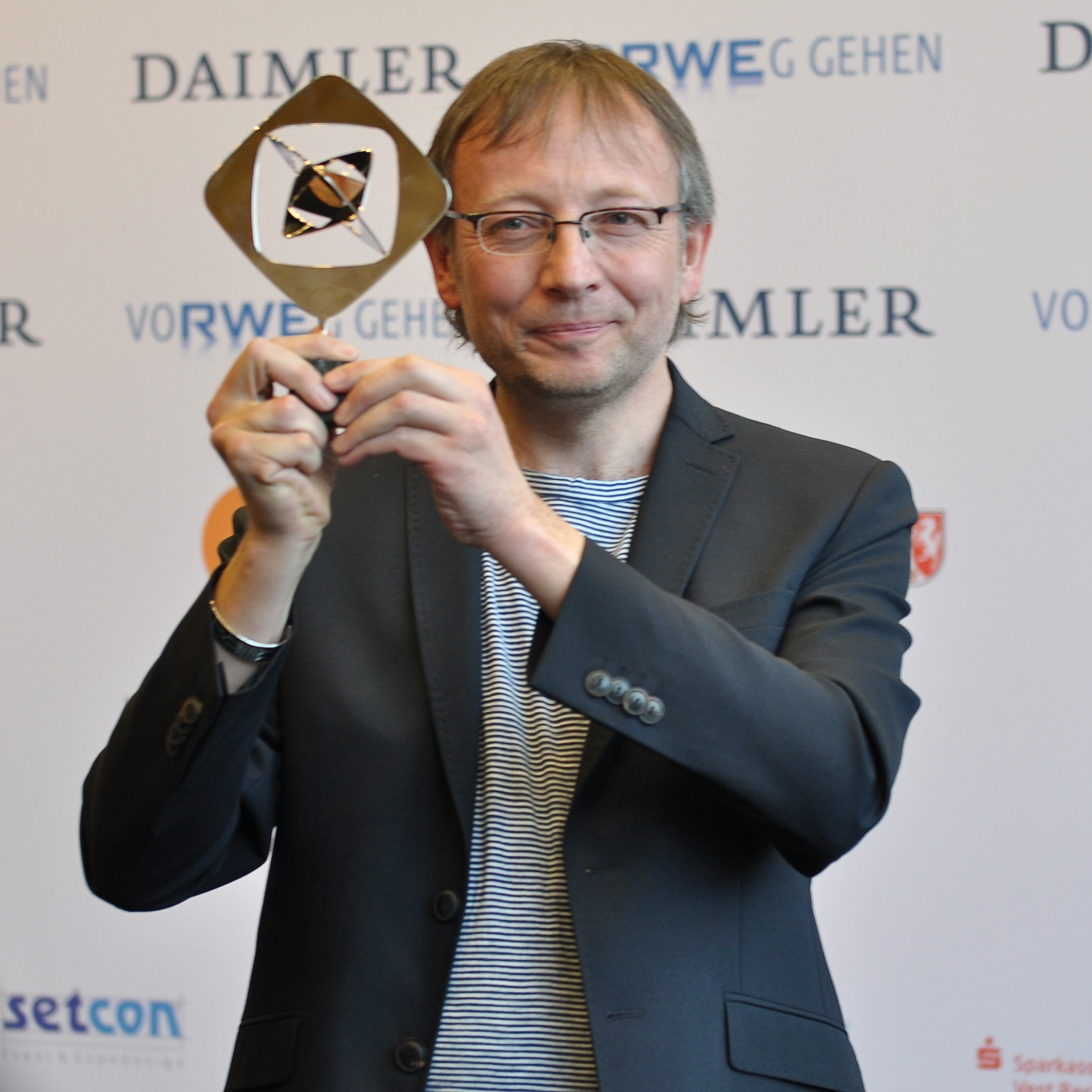
Christoph Weber bei der Grimme-Preis-Verleihung 2015

Christoph Weber (* 7. Juni 1967 in Linnich) ist ein deutscher Regisseur, Autor und Dokumentarfilmer.

## Leben
Nach einem Studium der Theater-, Film-, Fernsehwissenschaft in Köln arbeitete Weber als Fernsehjournalist für öffentlich-rechtliche Sender in Deutschland. 1995 wechselte er ins Marketing des ZDF. Seit 2001 realisiert er als freier Autor, Regisseur und Produzent Dokumentationen. Daneben ist er als Coach bei der ARD.ZDF medienakademie tätig.
Während seiner Karriere gewann Weber nationale und internationale Auszeichnungen, darunter den Grimme-Preis im Jahr 2015. Im selben Jahr erhielt er den Regino-Preis für herausragende Justizberichterstattung. Durch seine Filme erwarb er sich einen Ruf als investigativer Dokumentarfilmer, der durch seine Arbeit historische Mythen in Frage stellt und nicht selten als Legenden entlarven kann.
Zu seinen bekanntesten Filmen gehören Hitler's 9/11, Das Versagen der Nachkriegsjustiz, Fliegen Heißt Siegen und The Nazi Games.

## Filmografie
- 2024: Geschichte der Liebe (5-teilige Reihe / Series Producer, Co-Autor)
- 2022: Tatort Mittelalter (6-teilige Reihe / Co-Autor, Co-Regie)
- 2020: Tatort Antike (5-teilige Reihe / Co-Autor, Co-Regie)
- 2018: Akte D: Die Macht der Bauernlobby (Co-Autor)
- 2016: The Nazi Games – Berlin 1936
- 2014: Akte D: Das Versagen der Nachkriegsjustiz
- 2013: Unser Wirtschaftswunder – Die wahre Geschichte
- 2013: Karl der Große (Co-Autor)
- 2011: Der große Benzinbetrug
- 2010: Fliegen heißt Siegen – Die verdrängte Geschichte der Deutschen Lufthansa
- 2007: Operation Wunderland (3-teilige Reihe)
- 2006: Black Starlets – How To Survive A Broken Dream
- 2006: Hitler's 9/11 – Target USA
- 2005: Das letzte Aufgebot – Hitlers Todespiloten
- 2002: Die Weltelf – Elf Kinder und ihre Liebe zum Fußball
- 1993: Etwas ist immer – Kino-Spielfilm (Regie & Buch), produziert von Piet Fuchs und Frank Tönsmann